# Camps Bay
Camps Bay (Kampsbaai in afrikaans) è un sobborgo costiero di Città del Capo in Sudafrica.  

## Geografia fisica
Affacciata sull'omonima baia lungo la costa atlantica della penisola del Capo, Camps Bay sorge ai piedi dei Dodici Apostoli ad appena 5 chilometri dal centro cittadino, il cosiddetto City Bowl.

## Storia
L'area rimase pressoché intoccata dall'uomo sino al tardo XIX secolo. Lord Charles Somerset vi si recava per cacciare usando la Roundhouse come suo casino di caccia. La situazione cambiò con il completamento della Kloof Nek Road nel 1848 e soprattutto con la costruzione della strada proveniente da Green Point.